# بري والترز
بري والترز (بالإنجليزية: Bree Walters)‏ هي ممثلة أسترالية، ولدت في 13 فبراير 1976.

## وصلات خارجية
- بري والترز على موقع IMDb (الإنجليزية)
- بري والترز على موقع قاعدة بيانات الفيلم (الإنجليزية)